# Rückisch
Rückisch ist ein Teil der Ortschaft Coschütz in der Stadt Elsterberg im sächsischen Vogtlandkreis.

## Geographie
Die Häuslerzeile Rückisch liegt südöstlich von Coschütz und südwestlich von Brockau in der Stadt Netzschkau und dem Elsterberger Ortsteil Losa. Rückisch ist nicht über Straßen aus von Elsterberger Flur aus zu erreichen. Eine Straße führt nur von Brockau nach Losa über Rückisch, allerdings von beiden Seiten nur über Netzschkauer Flur. Rückisch liegt nördlich und südlich von Wald umgeben auf rund 394 m und besteht aus rund 10 Häusern.

## Geschichte
Rückisch war 1764 dem Rittergut Thürnhof zugehörig und wurde als Vorwerk gegründet. Genau wie Coschütz gehörte Rückisch im Gegensatz zu Elsterberg und anderen Ortsteilen von Elsterberg nie zu Thüringen, sondern gehörte zum Amt Plauen im Vogtländischen Kreis und später der Amtshauptmannschaft Plauen, der (Land-)Kreis Reichenbach und von 1994 bis 1996 schließlich für zwei Jahre zum Landkreis Plauen, bis dieser im Vogtlandkreis aufging.
| Jahr          | 1764      | 1834 | 1871 | 1890 |
| ------------- | --------- | ---- | ---- | ---- |
| Einwohnerzahl | 3 Häusler | 20   | 28   | 25   |

## Belege
1. 1 2  Rückisch – HOV | ISGV. Abgerufen am 22. Dezember 2023.
2. ↑  Saxony (Kingdom) Statistisches Landesamt: Alphabetisches Verzeichniss der im Königreiche Sachsen belegenen Stadt- und Landgemeinden: mit den zubehörigen, besonders benannten Wohnplätzen ... : nebst alphabetischem Register. C. Heinrich, 1884 (google.com [abgerufen am 22. Dezember 2023] Bloße Erwähnung.).